# هام لینی
هام لینی (انگلیسی: Ham Lin̄i؛ زادهٔ ۸ دسامبر ۱۹۵۱) سیاست‌مدار اهل وانواتو است. وی از ۱۱ دسامبر ۲۰۰۴ تا ۲۲ سپتامبر ۲۰۰۸ نخست‌وزیر این کشور بود.